# Portada/article setembre 10

## Diego Velázquez
Diego Rodriguez de Silva Velázquez (Sevilla, 1599 – Madrid, 1660), o simplement Velázquez, és històricament un dels pintors espanyols més importants i un dels artistes més valorats i influents del món. Va excel·lir en retrats de gran realisme i penetració psicològica, entre d'altres de la família reial, a la qual tenia accés en qualitat de pintor de la Cort. També va crear escenes històriques i mitològiques. Visqué a l'anomenat Segle d'or espanyol.